# Ретропозон

Дуплікація ретропозону.

Ретропозони — повторювані фрагменти ДНК, які вбудовуються в хромосоми після зворотної транскрипції будь-якої молекули РНК. На відміну від ретротранспозону, вони ніколи не кодують зворотної транскриптази. Таким чином, вони не є автономними елементами транспозиції.
Ретропозиція відбувається приблизно один раз на 10000 актів редуплікацій генів у людини, з яких приблизно 10 % є функціональними. Такі гени називаються ретрогенами і являють собою певний тип ретропозонів. Класичним прикладом є ретропозиція сплайсованої молекули пре-мРНК c-scr гена в геном вірусу саркоми Рауша.